# 문문
문문(본명: 김영신, 1988년 6월 19일 ~ )은 대한민국 싱어송라이터이다. 예명인 김문문은 지구에 좋은 노래가 많기 때문에 지구를 벗어나 달에서 노래를 부르겠다는 뜻에서 지어졌다. 대표 곡으로 <비행운> <결혼> <케이크> 등이 있다.

## 성장
문문은 1988년 6월 19일 대한민국 충청북도 청주시에서 태어났다. 3살 때 부모님이 이혼하였으며, 아버지와 살았다. 음성고등학교 졸업 후, 문문은 직업 군인이 되어 강원도 인제군에서 부사관을 5년간 하다가 음악을 하기 위해 2012년 12월 전역하여 여주대학교 실용음악과에 입학하였다. 학교 중퇴하였다.
2017년 4월 가수 아이유와 방탄소년단의 정국이 문문의 〈비행운〉을 언급하면서 해당 곡이 음원 차트에서 ‘역주행’하는 인기를 끌었고, 문문은 이 곡을 통하여 인지도를 확보하였다. 2017년 11월 스타쉽 엔터테인먼트의 하위 레이블인 ‘하우스 오브 뮤직’과 전속계약을 체결하였다. 2017년 12월 25일과 31일 서울과 부산에서 첫 번째 콘서트 “긴 시”를 열었다. 2018년 5월 19일 광주광역시 광산문화예술회관에서 첫 번째 전국 투어 “사람없인 사람으로 못 살아요”의 첫 공연을 마쳤다. 2018년 5월 24일 전속계약이 해지되었다.

## 논란
2016년 8월 성폭력 범죄의 처벌 등에 관한 특례법 위반(카메라 등 이용촬영)으로 집행유예 2년을 선고받았다. 그가 집행유예 기간 동안 범죄 사실을 알리지 않고 활동하였던 점이 논란이 되고 있다.
2016년 11월 발표한 곡 〈비행운〉에 2012년 발표된 김애란의 동명의 소설에서 ‘나는 자라 겨우 내가 되겠지’라는 문장을 허가 없이 도용하였다는 의혹이 제기되었다. 문문은 처음에 이에 대하여 “자신은 그렇게 파렴치하지 않다”며 감정적으로 대응하였다가, 논란이 확대되자 “저작권 문제에 가벼웠던 점과 그에 대하여 감정적으로 다가간 점 모두 사과한다”고 하였다. 물론 곡 이름과 동일한 책, 이미 알려져 있는 책에서 가장 중심이 되는 문장을 가져온 것으로 보아 해당 문구에 영감을 얻은 것으로 보인다. 표절이라기 보단 모티브, 인용으로 보여지지만 그 역시 해당 작가의 허락을 구했더라면 하는 아쉬움이 있다.

## 음반 목록

### 정규 음반
| 번호 | 앨범 정보                            | 트랙 리스트 |
| ---- | ------------------------------------ | --- |
| 1    | 《긴 시》 - 발매일: 2017년 12월 19일 | 1. 영하 2. 인디 3. 휴일 4. 순복씨 5. 미술관 6. 사람없인 사람으로 못 살아요 7. 나무 8. 물고기 9. 저녁향 10. 파랑새 |
| 2    | 《사랑》 - 발매일: 2020년 9월 9일    | 1. PARK 2. 홍콩야자 3. 레몬티 4. 2002 5. 춤 6. 양양 7. 예순 8. 성에 9. 매미 10. 무화과 11. Nile Kids 12. 케이크 13. 바다바다 14. 우리들화원 15. 종이 16. 16 17. 노아 18. 돌멩이 19. 어느 날 천장에서 20. 천국으로 가는 피크닉 21. 틀림없이사랑 |

### EP
| 번호 | 앨범 정보                                          | 트랙 리스트                                                                      |
| ---- | -------------------------------------------------- | -------------------------------------------------------------------------------- |
| 1    | 《LIFE IS BEAUTY FULL》 - 발매일: 2016년 11월 10일 | 1. 애월 2. 모네 3. FULL 4. 비행운 5. 디왈리 (With 저수지의 딸들)                 |
| 2    | 《물감》 - 발매일: 2017년 4월 24일                 | 1. 우아한 세계 2. 앙고라 3. 아침 4. 물감 5. 열기구 (Feat. Hizy, Boring) 6. Roach |

### 싱글
| 번호 | 앨범 정보                                | 트랙 리스트                             |
| ---- | ---------------------------------------- | --------------------------------------- |
| 1    | 〈Moon, Moon〉 - 발매일: 2016년 7월 18일 | 1. Roach 2. Moon, Moon                  |
| 2    | 〈푸욱〉 - 발매일: 2017년 1월 2일        | 1. 푸욱 (of moon) 2. 푸욱 (of mars)     |
| 3    | 〈유월에〉 - 발매일: 2017년 6월 19일     | 1. 맘 2. 곰곰 (With 곰곰)               |
| 4    | 〈미술관〉 - 발매일: 2017년 8월 28일     | 1. 미술관 (With 모은) 2. 미술관 (Inst.) |
| 5    | 〈에덴〉 - 발매일: 2018년 3월 16일       | 1. 에덴 2. 호이안 (Feat. 위수)          |
| 6    | 〈아카시아〉 - 발매일: 2018년 5월 18일   | 1. 아카시아                             |

### 참여 음반
| 번호 | 앨범 정보                                                    | 트랙 리스트             |
| ---- | ------------------------------------------------------------ | ----------------------- |
| 1    | 〈이번 생은 처음이라 OST Part 4〉 - 발매일: 2017년 10월 24일 | 1. 결혼 2. 결혼 (Inst.) |
| 2    | <소유 (SOYOU) RE:BORN> • 발매일: 2017년 12월 13일            | 5. 일곱살 (PROD. 문문)  |